# Živojin Pavlović (politico)
Živojin Pavlović (1898 – 1941) è stato uno scrittore e politico jugoslavo.
È stato per diversi anni funzionario del KPJ e di organizzazioni internazionali vicine ai comunisti. Fu tra i primi a scrivere un'analisi critica documentata allo stalinismo.

Nel libro Bilans sovjetskog Termidora (Bilancio del Termidoro sovietico), del 1940, Pavlović descrisse in modo particolareggiato i processi moscoviti per quanto riguarda la liquidazione di molti membri del partito bolscevico, del governo, dell'esercito e dei funzionari del Komintern. 
Il libro non venne pubblicato. Il regime, che stava allora iniziando a intrattenere relazioni diplomatiche con l'Unione Sovietica, sequestrò il documento, che continuò a circolare in forma di samizdat fino al 1989, data della prima edizione ufficiale.
Pavlović venne perseguitato dai funzionari del KPJ che erano giunti in possesso del libro. Fu incarcerato come detenuto politico e torturato da coloro che fino a poco tempo prima erano stati i suoi compagni di partito. Le violenze subite in carcere lo portarono alla morte e, per alcuni anni, le tracce dei suoi studi vennero tenute nascoste, nonostante la proposta di riabilitazione dell'autore che alcuni intellettuali avanzarono dopo il 1948.
| Controllo di autorità | VIAF (EN) 55213393 · ISNI (EN) 0000 0000 5544 649X · LCCN (EN) nr91002197 · GND (DE) 128959924 |